# Nilesat 101
Nilesat 101 — геосинхронный спутник связи, первый искусственный спутник Земли, принадлежащий Египту. Спутник был запущен 28 апреля 1998 года с космодрома Куру с помощью ракеты-носителя Ариан-4.

## История
Спутник был изготовлен европейской компанией Matra Marconi Space по заказу египетский компании Nilesat После запуска спутник был выведен на геостационарную орбиту с точкой стояния в 7 западной долготы. «Nilesat 101» начал официальное вещание 1 июня 1998 года со сроком службы 12 лет. В феврале 2013 года аппарат прекратил вещание и был переведён на орбиту захоронения.

## Конструкция
Аппарат создан на платформе Eurostar-2000.
Целевая аппаратура представляет собой 12 транспондеров Ku-диапазона мощностью 100 Вт, передающих в широкой полосе частот около 33 МГц.
Спутник транслировал 100 каналов от Центральной Африки, до от Южной Европы и от Ирана до Атлантического океана. Электропитание осуществляется от двух солнечных батарей и никель-кадмиевого аккумулятора.